# ستيوارت أبوت
ستيوارت أبوت (بالإنجليزية: Stuart Abbot)‏ (21 يونيو 1986 بدندي في المملكة المتحدة - ) هو لاعب كرة قدم بريطاني في مركز الدفاع. لعب مع دندي يونايتد وكارنوستي بانمور وBanks o' Dee F.C. ‏ وفورفار أثلتيك ‏ وLochee United F.C. ‏.

## وصلات خارجية
- ستيوارت أبوت على موقع قاعدة بيانات كرة القدم.إي يو (الإنجليزية)
- ستيوارت أبوت على موقع Soccerbase.com (لاعب) (الإنجليزية)